# Малий Крупіль
Ма́лий Кру́піль —  село в Україні, у Броварському районі Київської області. Населення становить 228 осіб. Село входить до складу Згурівської селищної громади.

## Географія
Село розташоване у Придніпровській низовині. Поверхня рівнинна. Найнижча точка знаходиться на заході села, і дорівнює 116 метрів над рівнем Балтійського моря, а найвища на північному сході, що дорівнює 127 метрів. Тобто середня висота дорівнює 122 м. Клімат помірно-континентальний. Основні водойми що знаходяться на території села це річка Недра, що є притокою Трубежа який впадає в Дніпро та ставки Новий, Старий, частина Тумири та частина Войтівського ставка. На річці Недра побудований шлюз. До середини XX на Недрі поблизу Круполя були величезні болота.

## Історія

### До 1917
Офіційне заснування села - це 1800 рік, але є дані про існування його ще у XVIII столітті. В 1787 році, згідно з описом Київського намісництва, у Малому Круполі проживало 347 осіб, а його власниками були граф Олександр Андрійович Безбородько, колезький радник Іван Корбе та бунчуковий товариш Семен Пилипенко. Попри те, на карті київського намісництва 1792 року Малий Крупіль відсутній, а є лише село Крупіль, яке розташоване на правому березі Недри. Також Малий Крупіль не позначено і на карті Київської губернії 1800 року, де є село Крупілля, яке, хоч і не входить до складу губернії, однак на карті є. 
Протягом XIX століття село згадується кілька разів, зокрема, у статті "Круполь Велыкий" "Энциклопедии Брокгауза и Эфрона" - як село, яке складає з Великим Круполем одне поселення. Про Малий Крупіль у «Энциклопедии Брокгауза и Ефрона», у статті про Великий Крупіль дано такий опис:... местечко  Полтавской губернии, Переяславского уезда, при реке Недре, в 50 верст от  указанного города, на границе с Черниговской губернией; вместе с деревней  Круполь Малый, расположенной на другой стороне ручья, составляет одно  поселение. Жителей 2315; земская школа, 1 ярмарка. Увесь цей час власники Малого Круполя невідомі.
1859 - "деревня" Мале Крупілля - 92 двори, 695 жителів.
У 1878 році стару крупільську церкву, що була у Великому Круполі, «по ветхости» розібрали, а замість неї в тому ж році поставили нову, теж дерев'яну. Значну кількість грошей на будівництво Михайлівської церкви пожертвував сам поміщик Микола ілліч Бутович. При храмі діяли бібліотека та земське училище, прихід складали Великий та Малий Крупіль.

У 1902 році Михайлівська церква має 2441 парафіянина а її настоятелем є Димитрій Філянський.
1912 року в церкві парафіян привілейованих верств 54, міщан — 12, козаків — 1536, селян — 791, загалом — 2342. Священик — Олександр Курдиновський, псаломщик — Андрій Москаленко, церковний староста — козак Федір Цирупик. Населення села - 896 осіб.

### 1917-1991
1917 року у селі спалахнуло неспровоковане повстання проти поміщика Володимира Миколайовича Бутовича. Проводирями повстання були Іван Степанович Гудименко, Василь Харитонович Гудименко, Іван Трохимович Усмединський, Н. Т. Приходько. Організаторами «поділу» майна Бутовича виступили Михайло Гаврилович Шашко, Василь Федорович Яхно, Михайло Якович Кулага та Іван Андрійович Опанащенко.
Події того часу описані в романі Олеся Гончара «Таврія», дії якого проходили частково і в Круполі. Після 1917 року Бутовичі втекли за кордон, а їх садиба була розкрадена. Були зруйновані майже всі конюшні, млини, амбари і т.д. Повністю був зруйнований парк.
Наступні події Української революції призвели до загибелі багатьох жителів Круполя.
Малий Крупіль було позначено на мапі 1917 року як село, яке має 120 дворів та лежить на березі Недри навпроти містечка Крупіль (можливо, назва Великий Крупіль з'явилася вже за радянських часів, бо до 1923 року частка "Великий" не зустрічається). Крім того, на північ від Малого Круполя позначені хутори, назва яких не вказана. Слід зауважити, що хутора Корбина Гребля на вказаній мапі немає, хоча він точно існував ще 1923 року.
Хутір Корбина Гребля був заснований в 1705-1731 роках, про що говорить його назва, яка походить від імені власника Круполя — Ф. Корбе. Хутір лежав на переправі через Недру неподалік від села Войкове (Войтове), яка використовувалася ще в стародавні часи. Згадується в документах XIX століття. Тут знаходився водяний млин, залишки якого зберігалися досить довго. Хутір був зруйнований у 1920-ті роки, мешканців виселили у Малий та Великий Круполь.
Також на карті 1917 року на півночі від Круполя, показаний інший хутір, який, за словами сільських старожилів, мав назву Тумира (Тумыра)В 1917 році село входить до складу Української Народної Республіки[джерело?].
Внаслідок поразки національно-визвольних змагань село окуповане більшовиками[джерело?].
Після поразки Української революції Малий Крупіль стає центром сільради Лехнівського району Прилуцького округу (з 1923 року). У 1923 році в селі нараховувалося 1058 жителів. З 1925 року Лехнівський район перейшов до Київського округу, там адміністративна історія Малого Круполя невідома. 1929 року утворений єдиний колгосп.
В 1932-1933 роках село потерпає від Голодомору.
В 1936 році знову утворена Малокрупільська сільська рада у складі Березанського району Київської області.
В роки німецько-радянської війни село перебувало під нацистською окупацією з 23 вересня 1941 року по вересень 1943 року. За роки німецько-радянської війни, на фронтах загинули 93 жителі села, їх імена викарбувано на меморіалі пам'яті в центрі села.
Воїни РСЧА, що потрапили у “Баришівський котел” у вересні 1941 року, з боями прорвались у напрямку Чернігівщини і відступали через с. Малий Крупіль. Найближчим порятунком був Басанський ліс одразу за селом. Але нацистські передові частини мотопіхоти вермахту буквально по п’ятам переслідували поранених, втомлених воїнів РСЧА. Очевидно, тут на околиці Басанського лісу і було дано для багатьох з них останній бій. Уже після бою місцеві жителі вирушили до лісу поховати загиблих. Багато знайшли вічний  спокій на український землі Басанського лісу (жителі Нової Басані звуть ліс Забловщина) за селом Малий Крупіль.
Приблизно в першій половині серпня 1941 року по дорозі Круполь — Березань був спалений радгосп і розстріляно понад 300 військовополонених Червоної Армії, серед яких більшість були жінки. Полковник Бойє ще кричав: «Що означає жінка зі зброєю — це наш ворог...»
Також багато селян повернулися до села героями для своїх сімей і всього села.
Багато молоді були примусово вивезені з Малого Круполя на роботи до Третього Рейху. Кожна сім’я зазнала великих втрат за роки війни. Багато червоноармійців було взято в полон.
У 1950 році Малокрупільська сільрада разом із Малим Круполем була включена до складу Великокрупільської сільської ради, яка через десять років також включена до складу Войківської сільради. 1963 року село переходить до Яготинського району, 1965 року - до Баришівського.
У січні 1969 року унаслідок несправного опалення згоріло старе приміщення Малокрупільської школи. Після цього навчання проходило у дві зміни в пристосованих приміщеннях. 1 вересня 1973 року була урочисто відкрита нова шкільна будівля у сусідньому селі Великий Крупіль, що функціонує за призначенням і понині. Так, у 2012-13 навчальному році в школі навчалися 56 дітей.

### Незалежна Україна
Через невдалий  державний переворот в Москві, депутати УРСР 24 серпня 1991 року голосують за вихід України з Радянського Союзу. З цього часу село входить до складу незалежної Української держави.
З 24 серпня 1991 року село входить до складу незалежної Української держави.
Згідно з Всеукраїнським переписом населення 2001 року, населення Малого Круполя становить 256 осіб. Серед них своєю рідною мовою вказали:
| Мова       | Кількість осіб | Відсоток |
| ---------- | -------------- | -------- |
| українська | 253            | 98,83%   |
| російська  | 2              | 0,78%    |
| білоруська | 1              | 0,39%    |

2009 року була розібрана будівля закритої Малокрупільської початкової школи, яка працювала у 60-90-і роки.
На даний час у Малому Круполі працює 1 продовольчий магазин. Він був побудований приватним підприємцем в 2015 році. Також в селі є 2 закритих магазина.
Культові споруди на території села відсутні.

## Походження назви села
Малий Крупіль — назва села, що утворилася лише в XX столітті. До цього існували багато варіантів найменувань: Крукполе (найстаріший варіант, зустрічається у першій згадці та далі протягом XVII століття), Круки (протягом XVII століття), Крукпіль (поряд із Крукполе), Курукове Поле, згодом — Кру(к)пілля (Кру(к)полье, протягом XVIII століття). Наприкінці XVIII століття, коли починаються перші звістки про Малий Крупіль, з'являється прикметник Велике. Остаточне формування назви відбулося на початку XX століття, коли село стало зватися Малий Крупіль. Однак слід зазначити, що поряд існувало іменування містечка просто Крупіль.
У багатьох джерелах радянських часів наводяться думки щодо походження назви села від «першого родоначальника» села Крупки — звідси начебто і пішла назва Крупіль. Невідомо, як це узгоджується з історичними варіантами назв. Проте в селі існують перекази про «пана Крука», який колись і заснував Крупіль. Також нез'ясованим залишається походження назви «Ярушпіль» на деяких картах XVII—XVIII століть.

## Пам'ятники села
Пам'ятник — воїнам, що загинули у німецько-радянська війні, він був встановлений за радянських часів. З обох боків від пам'ятника знаходяться меморіальні дошки, де викарбувані ім'я односельчан, що загинули на фронтах і були замучені німцями. Перед пам'ятником проходять урочистості до свята 9 травня. Дивно, але за весь час існування пам'ятника у 2016 році вперше не були проведені урочистості до свята.
Відоме 1 місце поховань воїнів на краю села в Басанському лісі. А скільки ще невідомих могил розкидано по цьому лісу? Адже місцеві жителі багатьох убитих ховали прямо на місці загибелі.  Зносити убитих до однієї спільної могили було важко  в лісі, да і не було багато часу – кожного убитого смерть заставала в різний час да і знаходили убитих не одночасно.

## Річка Недра
Недра — основна водойма у селі. До середини минулого століття на Недрі поблизу Круполя були величезні болота (зокрема, вони є на карті, яка датована 1917 роком), у яких в роки Другої світової війни загинуло багато солдат, як радянських, так і німецьких. У середині XX століття болота осушили, провівши меліоративні канали. Таким чином утворилося багато полів, придатних для сільгоспвикористання, але вони не оралися до 2011 року. Осушення боліт, з іншого боку, призвело до перекосу природного фону опадів у навколишніх селах, зокрема, і у Круполі. Опади тут останніми роками бувають украй рідко, що погіршило природну родючість місцевих чорноземів.
На Недрі побудовано декілька шлюзів. Сюди, а також на навколишні меліоративні канали, щодня приходять на риболовлю тутешні рибалки. Здебільшого, рибальство проходить на Недрі, бо у деяких каналах вода відсутня або її рівень низький.
Серед селян існує легенда, що у Недрі під час осушення боліт віднайшли рештки давньоруського човна, але це поки що не знайшло документального підтвердження

## Транспорт
До Малого Круполя можна дістатися такими приміськими автобусами з автостанції № 4 «Дарниця» в Києві:
Таблиця рейсів 
| Відправлення з Києва | Прибуття до села | Рейс                                 | Періодичність | Автобус   |
| 6:30                 | 7:52-7:53        | Автостанція «Дарниця» — Урсалівка    | Щоденно       | ЕТАЛОН-29 |
| 7:30                 | 8:55-8:56        | Автостанція «Дарниця» — Згурівка     | Щоденно       | ЕТАЛОН-29 |
| 9:30                 | 10:55-10:56      | Автостанція «Дарниця» — Згурівка     | Щоденно       | ЕТАЛОН-24 |
| 10:10                | 11:42-11:43      | Автостанція «Дарниця» — Згурівка     | Щоденно       | БОГДАН-25 |
| 10:50                | 12:14-12:15      | Автостанція «Дарниця» — Горбачівка   | Щоденно       | ЕТАЛОН-29 |
| 11:30                | 12:55-12:56      | Автостанція «Дарниця» — Згурівка     | Щоденно       | ЕТАЛОН-29 |
| 12:50                | 14:01-14:02      | Автостанція «Дарниця» — Вознесенське | Щоденно       | ЕТАЛОН-29 |
| 14:00                | 15:45-15:46      | Автостанція «Дарниця» — Середівка    | Щоденно       | БОГДАН-21 |
| 14:40                | 15:59-16:00      | Автостанція «Дарниця» — Урсалівка    | Щоденно       | ЕТАЛОН-29 |
| 15:30                | 16:55-16:56      | Автостанція «Дарниця» — Згурівка     | Щоденно       | БОГДАН-29 |
| 16:30                | 18:02-18:03      | Автостанція «Дарниця» — Згурівка     | Щоденно       | БОГДАН-25 |
| 17:00                | 18:25-18:26      | Автостанція «Дарниця» — Згурівка     | Щоденно       | ЕТАЛОН-24 |
| 17:30                | 18:54-18:55      | Автостанція «Дарниця» — Горбачівка   | Щоденно       | ЕТАЛОН-29 |
| 18:30                | 19:55-19:56      | Автостанція «Дарниця» — Згурівка     | Щоденно       | БОГДАН-29 |
| 19:15                | 20:39-20:40      | Автостанція «Дарниця» — Вознесенське | Щоденно       | БОГДАН-29 |
| 20:00                | 21:45-21:46      | Автостанція «Дарниця» — Середівка    | Щоденно       | БОГДАН-21 |

## Межує з іншими селами
На Заході - Великий Крупіль, Лукаші
На Півночі - Нова Басань
На Сході - Софіївка
На Південному Сході і Півдні - Войтове

## Уродженці села
Куций Петро Антонович — Герой Радянського Союзу, позбавлений звання.

## Цікаві факти
- В козацькому реєстрі 1649 року у Яготинській сотні фігурує «Демян Крукъполский»Реєстр [Архівовано 22 серпня 2016 у Wayback Machine.]

- Перша згадка Круполя як терміну датується 1570 року[22][23][24]

- Харченко (Харч) Олег Володимирович (8 червня 1963) — український художник сучасного мистецтва, живописець, медіа-художник, колажист, перформер. Учасник багатьох міжнародних і національних мистецьких проектів. З 2009 до 2015 років в Малому Круполі створив понад сто живописних робіт художника. Найвідоміші серії "Такі вони заробітки" а також "Равликіада, або атака равликів". Вони експонувалися в Мистецькому Арсеналі у Києві(2013) (2014).